# Gerard Paul Bergie

Wappen von Gerard Paul Bergie

Gerard Paul Bergie (* 10. Juni 1957 in Hamilton) ist Bischof von Saint Catharines. 

## Leben
Gerard Paul Bergie empfing am 22. Mai 1982 die Priesterweihe.
Papst Benedikt XVI. ernannte ihn am 11. Juli 2005 zum Weihbischof in Hamilton und Titularbischof von Tabae. Die Bischofsweihe spendete ihm der Bischof von Hamilton, Anthony Frederick Tonnos, am 24. August desselben Jahres; Mitkonsekratoren waren Matthew Francis Ustrzycki, Weihbischof in Hamilton, und John Michael Sherlock, Altbischof von London.
Am 14. September 2010 wurde er zum Bischof von Saint Catharines ernannt und am 9. November desselben Jahres in das Amt eingeführt.